# LAZARUS 拉撒路
《LAZARUS 拉撒路》是由MAPPA製作的日本電視動畫作品，由渡边信一郎導演。本片於2025年4月在日本東京電視台、美國Adult Swim的Toonami節目區塊首播，全13集。

## 劇情大綱
西元2052年，一種名為「生命之泉」的萬靈藥問世，人類也自此從一切苦痛中解放。然而，發明此藥物的腦神經學博士史金納卻神秘的消失在眾人面前。三年後，史金納忽然出現且向世間宣告「生命之泉」其實是一種服用後三年就會死亡的藥物，但他也表示自己手中握有特效藥，如果有人能在30天內找到他，人類仍有獲救的希望。
為了拯救人類，一個由五名罪犯所組成的特別小組「拉撒路」，被賦予必須在30天內找出史金納的任務。

## 登場角色
阿克瑟·吉爾伯特（Axel Gilberto，配音：宮野真守）
巴西出身。擅長的技能是跑酷。具備驚人的身體能力、速度和判斷能力。
原本僅需入獄服刑三年，卻因為其間的不斷逃獄，而累加刑期多達888年。
道格拉斯·「道格」·哈汀（Douglas "Doug" Hadine，配音：古川慎）
奈及利亞出身。小隊的智囊與戰術策畫者。同時也有出色的體能。
在大學時代專攻物理學，卻因為當時大學校長的一句歧視言論「黑人拿不到諾貝爾獎」使他動怒毆打校長，而遭到校方開除。
克莉絲汀·「克莉絲」·布雷克（Christine "Chris" Blake，配音：內田真禮）
俄羅斯出身。是個充滿正能量的女性。無論男女，跟任何人都能搭上話。團隊中的槍械好手。
但克莉絲汀·布雷克並非她的真名，本名「亞歷珊卓」，原為俄羅斯諜報員。
里蘭德·阿斯特（Leland Astor，配音：內田雄馬）
加拿大出身。擅長操縱無人機。
雖然出身名門貴族之家，卻是情婦所生的私生子，自己也因為這段過往而與家族存有心結。
艾蓮娜（Eleina，配音：石見舞菜香）
香港出身。有交流障礙，很少開口說話。
自幼在新興宗教團體的聚落中成長，脫離教團之後成為世界聞名的駭客。在網路上的代號為「瘋狂咆哮者」（Mad Screamer）。
荷西·林德曼（Hersch Lindemann，配音：林原惠）
拉撒路小組的指揮官。過去為史金納的研究同僚。
亞伯·安德森（Abel Anderson，配音：大塚明夫）
美國國家安全局高層，拉撒路小組的創立者。
美軍綠扁帽部隊出身，是個不容易被外物打動，時刻保持冷靜的人。
丹尼斯·史金納博士（Deniz Skinner，配音：山寺宏一）
被譽為不下於愛因斯坦，三度獲得諾貝爾獎的天才科學家，「生命之泉」的開發者。在三年前突然神秘失蹤，並以不露面方式透過社群媒體宣告，曾服用過「生命之泉」者會在三年之後身亡（且第一個死者就是史金納自己），進而引發世界各國恐慌。

## 主要製作人員名單
- 原作、導演：渡边信一郎
- 企劃協力：信本敬子
- 編劇：渡邊信一郎、佐藤大、小澤高廣、近藤司
- 動作監修：查德·史塔赫斯基
- 角色設計：林明美
- 概念設計：史丹尼士拉斯·布魯內（Stanislas Brunet）
- 美術監督：杉浦美穂
- 色彩設計：田邊香奈
- 畫面設計：坂本拓馬
- 攝影監督：佐藤光洋
- 音樂：卡馬西·華盛頓（英语：Kamasi Washington）、Bonobo（英语：Bonobo）、Floating Points（英语：Floating Points）
- 音響効果：羅倫·史蒂芬斯（Lauren Stephens）
- 音響製作：dugout
- 片尾導演、原畫：米山舞
- 動畫監製：松永理人
- 動畫製作：MAPPA
- 企劃製作：SOLA ENTERTAINMENT

## 製作
本片為美國「卡通頻道」（Cartoon Network）獨資製作的原創電視動畫作品。導演渡邊信一郎表示由於本作並非單獨仰賴日本市場，而是以放眼國際市場為目標來製作，因此在製作經費與時間方面都較為充裕。
最初由Adult Swim於2023年7月宣布推出，並由渡邊信一郎執導，動作設計則由以《捍衛任務》系列電影聞名的查德·史塔赫斯基負責。音樂方面，配樂找來爵士薩克斯風樂手卡馬西·華盛頓作曲，並由製作人兼DJBonobo和Floating Points（山繆·謝帕德）共同製作。動畫則由MAPPA擔綱製作，整體製作則由Sola Entertainment負責。
2023年7月22日，在聖地牙哥動漫展的Adult Swim「Toonami on the Green」小組討論會上，官方首次公開了預告片。2024年7月，宣布本片將於2025年正式播出。
在2024年10月的一次訪談中，渡邊提到《LAZARUS》的靈感之一來自於鴉片類的藥物危機。他還透露，製作團隊與史塔赫爾斯基密切合作，以確保打鬥場景的編排效果。此外，由於日本國內缺乏具備繪製動作場景經驗的動畫師，製作團隊不得不在海外招募人才來完成這些片段。同年11月的另一場訪談中，渡邊表示他對《捍衛任務》系列的打鬥場面評價極高。
2024年12月，官方公布全新視覺圖，並宣布由華盛頓演奏片頭曲〈Vortex〉，片尾曲則選用「The Boo Radleys」樂團在1992年發行的曲目〈Lazarus〉。此曲也是渡邊導演為本作品標題定名的靈感來源。
2025年1月，宣布本片將於2025年4月起在日本東京電視台及其附屬電視網播出，並同步公開全新視覺圖。不久後美國Adult Swim也在Instagram上宣布，將於同月於其頻道播出本作。2025年2月，官方進一步確定，本片於2025年4月6日在日本與美國近乎同步開播。

## 主題曲
片頭曲
Vortex
演奏：卡馬西·華盛頓
片尾曲
Lazarus
演唱：The Boo Radleys
Dark Will Fall（第13集）
演唱：Bonobo featuring Jacob Lusk
插入曲
Dark Will Fall（第1集）
演唱：Bonobo featuring Jacob Lusk
Beyond the Sky（第9集）
演唱：Bonobo featuring Nicole Miglis

## 各集列表
本片的每集標題，均取自西洋流行樂的著名曲目。
| 集數 | 標題                                      | 編劇       | 分鏡             | 演出               | 作画監督 | 總作画監督         | 首播日期      |
| ---- | ----------------------------------------- | ---------- | ---------------- | ------------------ | --- | ------------------ | ------------- |
| 1    | 再會，殘酷世界 GOODBYE CRUEL WORLD        | 渡邊信一郎 | 渡邊信一郎       | 三宅和男、圡屋陽平 | 林明美、近藤圭一、桑原剛 | 林明美             | 2025年 4月6日 |
| 2    | 極速人生 LIFE IN THE FAST LANE            | 近藤司     | 岡村天齋         | 飛田剛             | 賴志青、野間千賀子 | 林明美、近藤圭一   | 4月13日       |
| 3    | 離家千里 LONG WAY FROM HOME               | 小澤高廣   | 三宅和男、宮繁之 | 圡屋陽平           | 近藤圭一、原修一、kojikoji、王維慶、齊田惠瑠                                                                                        | 伊藤依織子         | 4月20日       |
| 4    | 別停下舞步 DON'T STOP THE DANCE           | 佐藤大     | 山下明彥         | 三宅和男           | 青山浩行 | 不適用             | 4月27日       |
| 5    | 華麗虛無 PRETTY VACANT                    | 近藤司     | 寺岡巖           | 三宅和男           | 中熊太一、近藤圭一、王維慶、高鉾誠                                                                                                  | 平松禎史、kojikoji | 5月4日        |
| 6    | 天堂就在這人間 HEAVEN IS A PLACE ON EARTH | 小澤高廣   | 伊東伸高         | 安彦英二           | 西村理惠、安彦英二、近藤圭一、中熊太一、原修一                                                                                      | 平松禎史           | 5月11日       |
| 7    | 幾近湛藍 ALMOST BLUE                      | 小澤高廣   | 岡村天齋         | 林嘉姬、灰谷平八郎 | ANTIN Antoine、原修一、近藤圭一、中熊太一、王維慶、金到暎                                                                           | 林明美、平松禎史   | 5月18日       |
| 8    | 難忘之火 UNFORGETTABLE FIRE               | 近藤司     | 山下明彥         | 圡屋陽平           | 秋田学、林明美 | 不適用             | 5月25日       |
| 9    | 長著兩條腿的死神 DEATH ON TWO LEGS        | 佐藤大     | 圡屋陽平         |                    | 平松禎史、池田智志、王宣靜、金子昌司                                                                                                | 平松禎史           | 6月1日        |
| 10   | 我不能告訴你原因 I CAN'T TELL YOU WHY     | 小澤高廣   | 山下明彥         | 三宅和男           | 西村理惠、近藤圭一、中熊太一、林明美                                                                                                | 林明美             | 6月8日        |
| 11   | 與魔鬼同行 RUNNIN' WHTH THE DEVIL         | 近藤司     | 山下明彥         | 圡屋陽平、岡本泰知 | 徳岡紘平、古俣太一、小泉昂世、近藤圭一、魯亞芝、池田智志、秋田学、林明美                                                            | 秋田学             | 6月15日       |
| 12   | 靠近邊緣 CLOSE TO THE EDGE                | 渡邊信一郎 | 山下明彥         | 安彦英二           | Nyki Ikyn、Shelia Loewito、Tegaray Galiano González、Daniel Sidaway、秋田学、小泉昂世、魯亞芝、王宣靜、原田龍弥、中山智代、金子昌司 | 平松禎史           | 6月22日       |
| 13   | 世界屬於你 THE WORLD IS YOURS             | 渡邊信一郎 | 山下明彥         | 三宅和男           | 王宣靜、秋田学、西村理惠、池田智志、原田龍弥、小泉昂世、近藤圭一、小田剛生、井手上義英、徳岡紘平                                    | 林明美             | 6月29日       |

## BD / DVD
| 卷数 | 发售日        | 收录集数     | 商品编号   | 商品编号   |
| 卷数 | 发售日        | 收录集数     | BD BOX     | DVD BOX    |
| ---- | ------------- | ------------ | ---------- | ---------- |
| 1    | 2025年5月21日 | 第1集—第7集  | ANZX-17291 | ANZB-17291 |
| 2    | 2025年7月2日  | 第8集—第13集 | ANZX-17292 | ANZB-17292 |

## 外部連結
- 官方网站（日語）
- LAZARUS 拉撒路的X（前Twitter）